# 练习律
練習律（law of exercise）是愛德華·桑代克提出的，有關學習的定律，是學習三大定律之一說明刺激與反應之間的連結會隨著練習次數的多寡而有不同的連結強度，練習次數愈多，連結愈強，俗話說：「熟能生巧」。便是這個道理。